# 許穆 (晉朝)
許穆（305年—376年），字思玄，又名許謐，自號上清真人，丹阳郡句容县（今江苏省句容）人，東晉官員、道教人物。

## 生平
许谧担任過郡主簿功曹史，許穆在晉簡文帝還只是藩王的時候，許穆就與之結交。後來选补太学博士。官至给事中、散骑常侍、護軍長史。对外处理世务，对内修炼真学，以杨羲为师，接受《上清经》，後來許穆上表辭職，晉簡文帝批准了他的請求。許穆於是居住在茅山，並與楊義遊覽此地。據說现在的紫阳观南之井，是他所凿。
许谧去世后，被奉为上清第三代真师、左卿仙侯真君，按《真灵位业图》列入第二左位。
許穆和他的後代信仰道教。梁天監十三年（514年），在許穆的故居設立朱陽觀，後更名為紫陽觀。
北宋宣和年间敕封为太元广德真人。

## 家族
祖父叫許尚，父親叫許副。
有四個兒子，長子許揆，又名許毗；二子許虎牙，又名許融；三子許翽，字道翔，曾任侍中。其母陶氏早亡。許揆的孫子叫許靈真。